# Células de Cajal-Retzius
As células de Cajal–Retzius (também conhecida por Célula Horizontal de Cajal e abreviada como células CR) são uma população heterogênea de células produtoras da proteína Reelin, morfologicamente e molecularmente distintas na zona marginal ou camada I do desenvolvimento do córtex cerebral e no hipocampo imaturo de diferentes espécies e momentos distintos durante a embriogênese e a vida pós-natal.
Essas células foram descobertas por dois cientistas, Santiago Ramón y Cajal e Gustav Retzius, em duas diferentes épocas e em espécies distintas. Elas são originárias do cérebro em desenvolvimento em múltiplos locais dentro do neocórtex e do hipocampo. A partir daí, as células de Cajal–Retzius (CR) experimentam migrações através da zona marginal, originando a camada I do córtex.
À medida que essas células estão envolvidas na organização correta do cérebro em desenvolvimento, existem vários estudos que implicam células CR em distúrbios de desenvolvimento neurológico, especialmente esquizofrenia, transtorno bipolar, autismo, lisencefalia e epilepsia do lobo temporal.

## Origem do desenvolvimento
Em 1971, descreveram a dificuldade em encontrar uma célula CR no córtex adulto, devido ao constante número dessas células e ao fato de que, à medida que o cérebro cresce, a distância entre essas células aumenta, exigindo a observação de um grande número de preparações para encontrar uma dessas células. Nos camundongos, as células CR são geradas precocemente no desenvolvimento, aparecendo entre 10,5 e 12,5 dias embrionários.
As células de Cajal–Retzius foram descritas como migrantes tangenciais da zona marginal, uma camada superficial da pré-placa do córtex neuroepitelial. De acordo com alguns estudos, essa migração depende do local onde a célula foi gerada, mostrando uma ligação entre a origem com a migração e o destino da célula.
Os estudos também mostraram que as células de Cajal–Retzius têm origens diferentes, tanto no neocórtex quanto no hipocampo. No neocórtex, elas se originam na zona ventricular do pálio local, a borda pálgica-subpálica do pálio ventral, uma região no septo, a bainha cortical e a zona ventricular retrobulbar.
Em 2006, demonstraram que, nas células de ratos, as meninges controlam a migração das células CR na bainha cortical. As subpopulações desses neurônios do septo e da borda subalínea paliativa expressam o fator de transcrição do domínio homeo Dbx1 e migram para a medial, para o córtex dorsolateral e para o piriforme e, embora geneticamente diferentes das outras subpopulações (Dbx1 negativas), todas têm as mesmas propriedades morfológicas e eletrofisiológicas, apesar das diferentes origens das células CR.

## Propriedades e funções
As células de Cajal–Retzius estão envolvidas na organização do cérebro em desenvolvimento. Em 1998, os neurônios imaturos do neocórtex piramidal e outras regiões do cérebro imaturo mostraram despolarizações de membrana de células CR causadas pela ativação do receptor GABA-A e glicina. Em 1994, uma subpopulação de células CR mostrou ser GABAérgico (usando GABA como transmissor).
Em 2003, as células CR em roedores e primatas demonstraram ser glutamatérgicas (usando glutamato como transmissor). Estudos imuno-histoquímicos (processo que detecta antígenos explorando o princípio da ligação específica de anticorpos a antígenos no tecido biológico) mostraram que as células CR expressavam os receptores GABA-A e GABA-B, receptores ionotrópicos e metabotrópicos do glutamato, transportadores de glutamato vesicular, e uma série de diferentes proteínas de ligação ao cálcio, como calbindina, calretinina e parvalbumina. As células CR expressam vários genes importantes na corticogênese, como reelin (RELN), LIS1, EMX2 e DS-CAM. Elas também expressam seletivamente p73, um membro da família p53 envolvido na morte e sobrevivência celular.
As células CR recebem uma precoce entrada serotonérgica, que em camundongos forma contatos sinápticos.

### Papel no desenvolvimento do cérebro
As células CR secretam a proteína Reelin da matriz extracelular, que é criticamente envolvida no controle da migração neuronal radial através de uma via de sinalização, incluindo o receptor de lipoproteínas de muito baixa densidade (VLDLR), receptor de apolipoproteína E tipo 2 (ApoER2), e a proteína adaptadora citoplasmática desativada-1 (Dab1). No desenvolvimento cortical precoce em camundongos, mutações de Dab1, VLDLR e ApoER2, geram fenótipos anormais similares, chamados fenótipo tipo reeler. Realiza vários processos anormais no desenvolvimento do cérebro, como a formação de um gradiente externo para o interior, formando células em uma orientação oblíqua. Portanto, as células CR controlam dois processos: desprendimento da glia radial e translocação somal na formação de camadas corticais. Além disso, o tipo de reeler também manifesta uma má organização da placa de células de Purkinje (PP) e do complexo olivar inferior (COI).